# 明治神宫

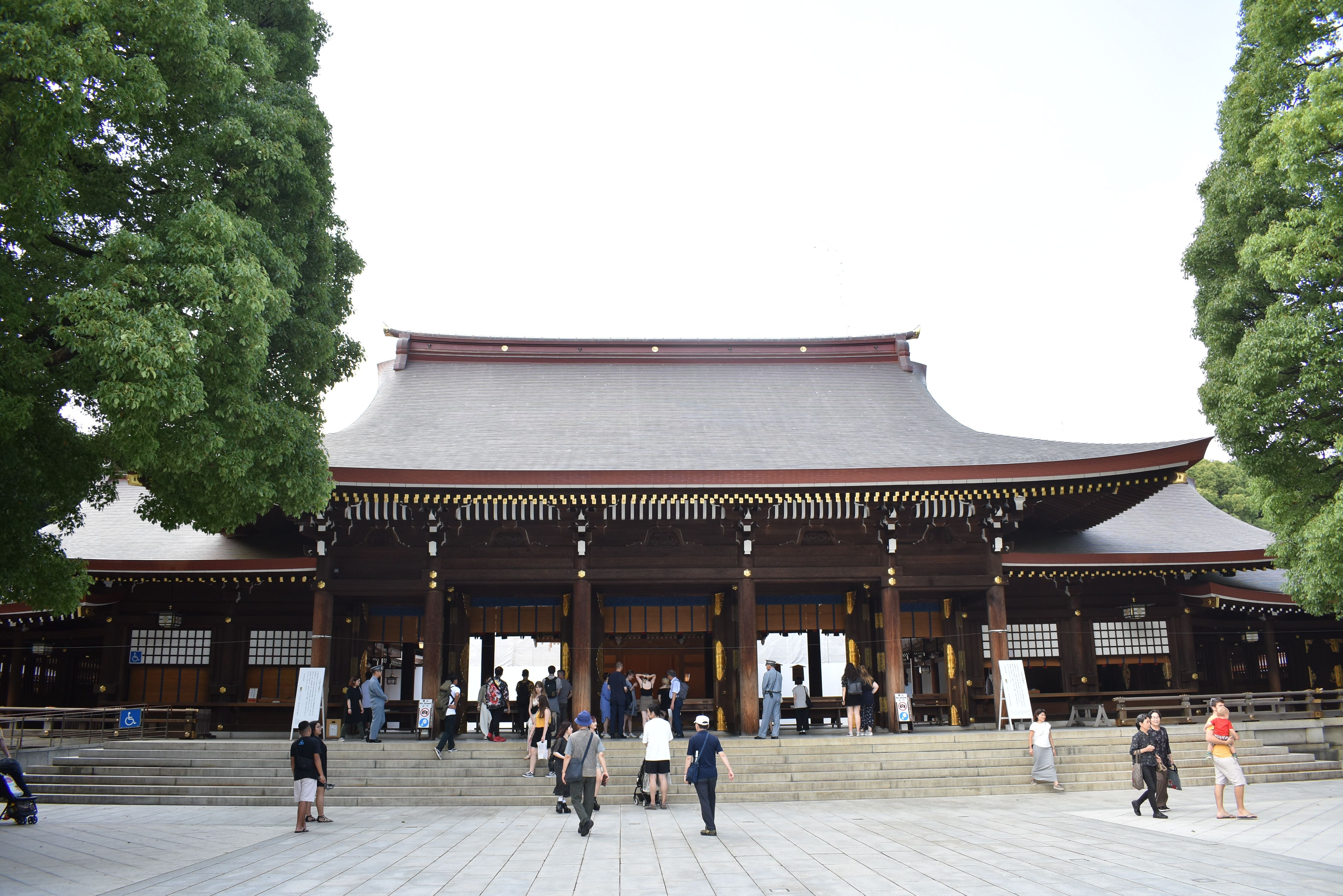
明治神宮外拜殿

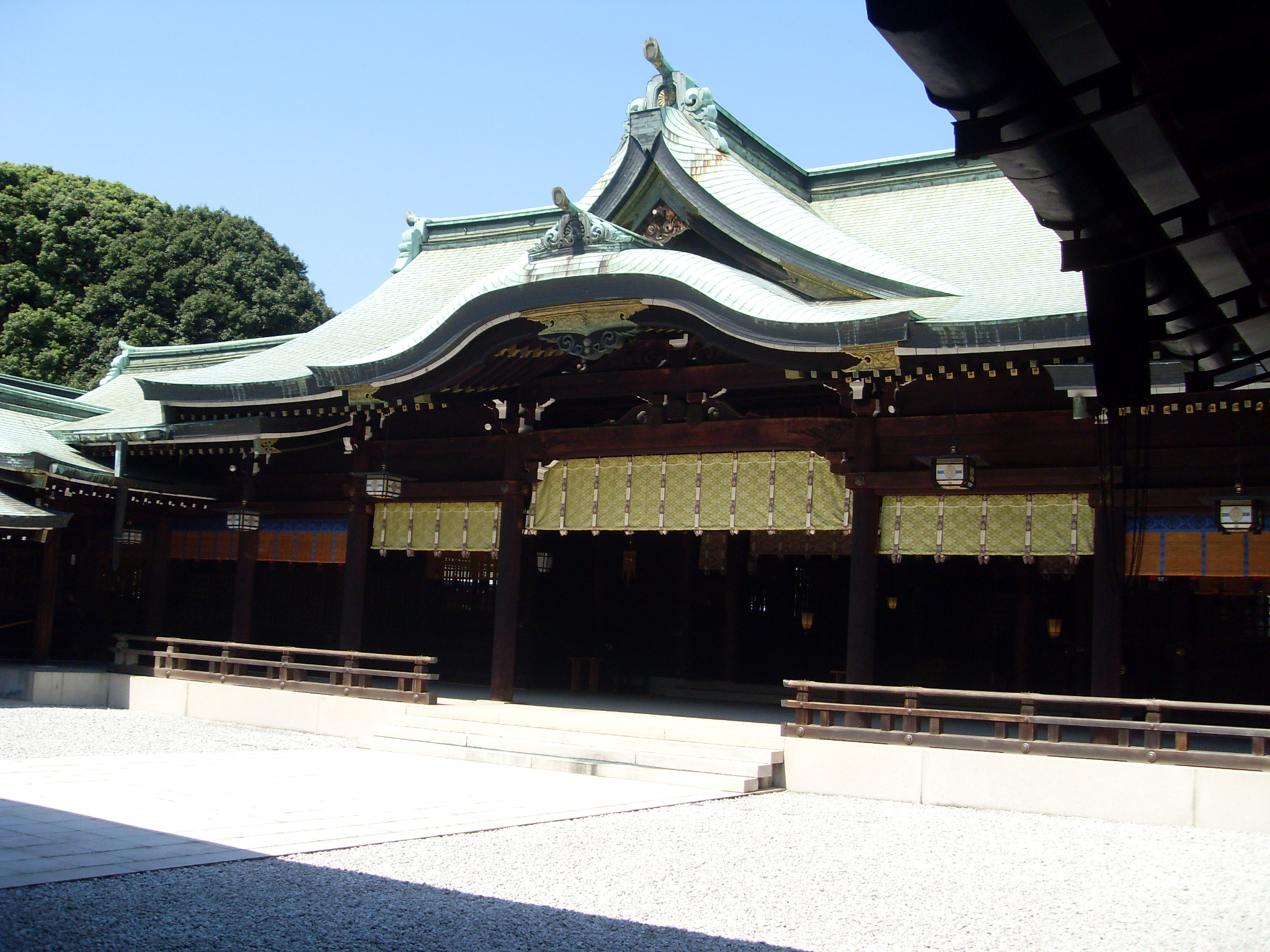
明治神宮內拜殿

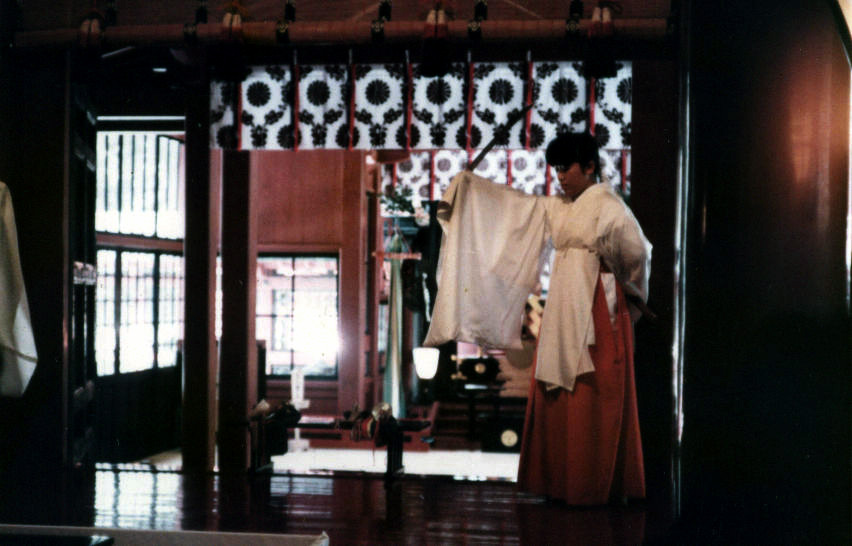
明治神宮的巫女舞蹈祭祀儀式

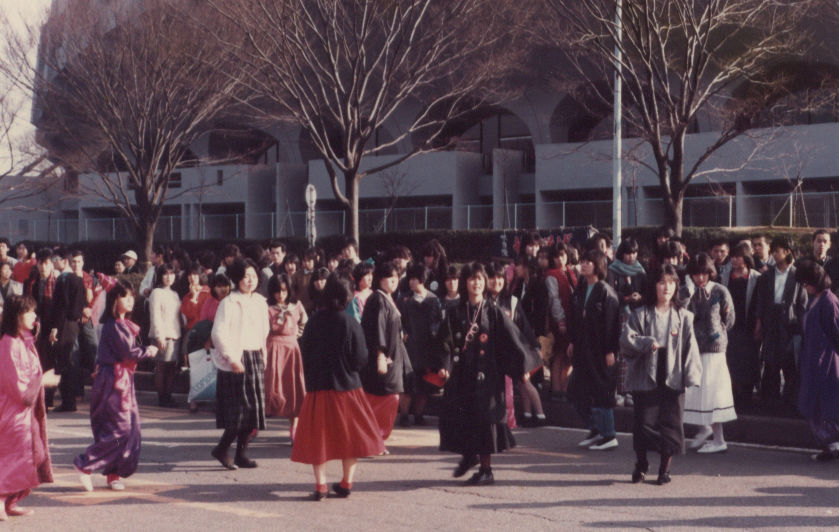
在原宿街道唱歌跳舞的日本青年

明治神宮（日语：／ Meiji Jingū）是位於日本東京都澀谷區的神社，供奉明治天皇（第122代，同時為近現代第1代天皇）、昭憲皇太后（明治天皇皇后）的靈位。1920年啟用，占地70公頃，緊臨著原宿、新宿等東京兩大商圈，占據了從代代木到原宿站之間的整片地帶，與相鄰的代代木公園構成東京都內除了皇居以外最大的一塊綠地。正式書記中，「宮」的寫法採取日本古代常見寫法，下方「呂」中間沒有一撇「丿」，為「明治神宫」。

## 歷史
明治神宮於1920年（大正9年）11月1日啟用，是供奉明治天皇（於1912年過世）和昭憲皇太后（於1914年過世）靈位的地方。雖然並非陵寢所在地（明治天皇，昭憲皇太后夫妻兩人安葬於京都伏見桃山陵），仍是當今日本知名度較高的神社之一。
在明治天皇以前，日本的大多數天皇都是武家政權或幕府將軍的傀儡，經過明治維新後，天皇恢復了權威重新執掌天下，但也頒佈了《大日本帝國憲法》權力框架，建立現代依法行政的秩序，之後在明治時期日本經過改革，生產力極大發展，從一個落後的封建國家躋身到國際列強之中，在中日甲午戰爭和日俄戰爭中取勝，取得台灣、澎湖、朝鮮、南樺太和關東州等地。明治天皇於1912年過世後，日本官方與民間均有意興建神宮以奉祀與紀念明治天皇。1915年5月1日，內務省發布興建官幣大社明治神宮的告示。由於日本傳統信仰——神道在明治時代被政府提升至等同國教之地位（國家神道），由政府控制，所以政府對明治神宮的修建非常投入，從全國各地（包含日本內地以及朝鮮、台灣、樺太等外地）運來365種12萬株樹木種植其中。經1970年調查，這些樹木因有的種類不適應東京氣候而死亡，目前的數目为247種共17萬株。
神宮前南北參道交會之處的大鳥居，是日本最大的木製鳥居；高12公尺，兩柱間距9.1公尺，柱徑1.2公尺，屬於「明神鳥居」的型式。第一代鳥居建於1920年由台灣總督府砍伐阿里山1200年的樹木奉獻，但在1966年（昭和41年）因遭雷擊而損壞，現有第二代鳥居則是在1971年間向台灣的振昌興業股份有限公司採購丹大山樹齡1500年的扁柏，依照1920年啟用時的形制與寸法重建，1975年竣工。
1945年4月14日，明治神宮的主要建築在第二次世界大戰中被炸毁，1958年11月重新建造完成；現在其南部地帶改為代代木公園；西部為明治神宮棒球場；南面圍牆外是著名的表參道，對面是為1964年東京奥運会修建的船形体育館國立代代木競技場。現在明治神宮中有36棟建築是日本的重要文化財。
從外面走入神宮主要建築，必須經過南北兩條參道，其中南參道的利用頻率較高。平時這條路很少有車輛行走，一些日本年輕人每逢週末，帶著音響，穿着自制的各種服裝Cosplay（角色扮演），聚集到這裡唱歌跳舞，形成原宿一帶的特色，引得許多外國遊客圍觀，成為東京旅遊一大景觀，他們不在乎外國人拍照，甚至很樂意外國人為他們拍照。
每年新曆的除夕，日本民眾會前往各地的神社準備新年的參拜，新年的第一次參拜稱為「初詣」；明治神宮則是東京初詣最熱門的地點。多年來明治神宫的初詣人數均為日本第一。
明治神宮也是新橫綱進行第一次奉納土俵儀式的地方。
明治神宮參拜抽的御神籤，特別之處在於，沒有吉、兇，而是從明治天皇和昭憲皇后創作的上萬首詩集中選出。
2020年（令和二年）為明治神宫安座100年。明治神宮藉此機會重建了境內八個鳥居中唯一自創建後保留至今的南参道鳥居，並在2022年啟用。

## 交通

### 鐵路
- 南参道
  - JR原宿站，表参道口出口。
  - 東京地下鐵千代田線、副都心線明治神宮前站，2番出口。
- 北参道
  - 東京地下鐵副都心線北參道站。
  - JR代代木站。
  - 都營地下鐵大江戶線代代木站。
- 西参道
  - 小田急電鐵小田原線參宮橋站。

### 駕車
- 首都高速4號新宿線代代木出入口下車，約5分鐘。